# Pycnandra
Pycnandra är ett släkte av tvåhjärtbladiga växter. Pycnandra ingår i familjen Sapotaceae.

## Dottertaxa tillPycnandra, i alfabetisk ordning[1]
- Pycnandra atrofusca
- Pycnandra balansae
- Pycnandra belepensis
- Pycnandra benthamii
- Pycnandra blaffartii
- Pycnandra blanchonii
- Pycnandra bourailensis
- Pycnandra bracteolata
- Pycnandra caeruleilatex
- Pycnandra carinocostata
- Pycnandra chartacea
- Pycnandra comptonii
- Pycnandra confusa
- Pycnandra controversa
- Pycnandra cylindricarpa
- Pycnandra decandra
- Pycnandra deplanchei
- Pycnandra elliptica
- Pycnandra fastuosa
- Pycnandra francii
- Pycnandra glabella
- Pycnandra glaberrima
- Pycnandra gordoniifolia
- Pycnandra griseosepala
- Pycnandra heteromera
- Pycnandra intermedia
- Pycnandra kaalaensis
- Pycnandra linearifolia
- Pycnandra lissophylla
- Pycnandra litseiflora
- Pycnandra longipetiolata
- Pycnandra neocaledonica
- Pycnandra obscurinerva
- Pycnandra ouaiemensis
- Pycnandra paniensis
- Pycnandra paucinervia
- Pycnandra pubiflora
- Pycnandra sarlinii
- Pycnandra schmidii
- Pycnandra sessiliflora
- Pycnandra sessilifolia
- Pycnandra vieillardii
- Pycnandra viridifolia